# Vittorio Cian
Vittorio Cian (San Donà di Piave, 19 dicembre 1862 – Ceres, 26 dicembre 1951) è stato un critico letterario e politico italiano.

## Biografia
Nato da Alberto e Maria Plenario, si laureò in Lettere all'Università degli Studi di Torino nel 1885. Docente universitario, ricoprì il suo ruolo in diversi atenei italiani: nel 1895 fu a Messina, nel 1900 si trasferì a Pisa (dove ebbe come studente Umberto Saba nel 1903), nel 1908 prese possesso della cattedra di lettere a Pavia ed infine nel 1913 fu chiamato a Torino, sua città d'adozione. Ivi nel 1917 diviene socio dell'Accademia delle scienze.
Fu a lungo direttore del Giornale storico della letteratura italiana. Collaborò anche con Nuova Antologia.
Membro fondatore, nel 1910, del Partito nazionalista, sostenne con decisione l'invasione della Libia e la partecipazione dell'Italia nella prima guerra mondiale. Al suo acceso nazionalismo il giovane Antonio Gramsci dedicherà alcuni articoli per l'edizione torinese dell'Avanti. Seguì con entusiasmo l'avventura fascista. Nel 1925 fu tra i firmatari del Manifesto degli intellettuali fascisti, redatto da Giovanni Gentile. Con l'avvento del fascismo ricoprirà inizialmente la carica di consigliere del Ministero della pubblica istruzione, nel 1928, e l'anno seguente verrà nominato senatore, il 21 gennaio del 1929. Con la caduta del governo di Mussolini, nel 1944 verrà deferito quale presidente di commissione legislativa del periodo fascista. Il provvedimento decadrà nel 1948.
Aveva sposato nel 1893 Maria Sappa (1860 - 1946), dalla quale ebbe la figlia Ermenegilda, detta Gilda (1894 - 1968), che fu poetessa e scrittrice per l'infanzia con lo pseudonimo di Gentucca, e il figlio Alberto, che sposerà Luisa Gazzera, figlia del generale Pietro Gazzera. Sua sorella fu madre di Silvio Trentin.

## Opere principali
- Milano, Saggio di canti popolari logudoresi a cura di V. C., Palermo, Coi tipi del Giornale di Sicilia, 1890 (consultabile qui)
- Ancora dello "Spirto gentil" di Messer Francesco Petrarca, nota del Prof. Vittorio Cian, Torino, Clausen, 1893 (consultabile qui)
- Il Cortegiano del Conte Baldesar Castiglione annotato e illustrato da V. C., Firenze, Sansoni, 1894 (consultabile qui)
- Un decennio nella vita di m. Pietro Bembo, 1521-1531, Torino, Loescher, 1885 (consultabile qui)
- Ugo Foscolo, Prose, a c. di V. C., Bari, Laterza, 1912-1920, 3 voll. [vol. I, vol. II, vol. III]
- Annibal Caro traduttore dell'Eneide, Paravia, 1921 (consultabile qui)
- La Satira, 2 voll., Milano, Vallardi, 1939 [vol. I -]
- Un illustre nunzio pontificio del Rinascimento: Baldassar Castiglione, Città del Vaticano, Biblioteca apostolica vaticana, 1951
- Ricordi d'un ottuagenario, a cura di Matteo Antonio Napolitano, introduzione di Simonetta Bartolini, Milano, Luni, 2023, ISBN 9788879848411.